# David Mitton
David Nelson Godfrey Mitton (Prestonpans, 27 febbraio 1939 – Londra, 16 maggio 2008) è stato un regista, produttore televisivo ed effettista britannico.
È noto per aver diretto Il trenino Thomas dal 1984 al 2003, e per aver creato Tugs. Negli anni '60 ha lavorato nella AP Films di Gerry Anderson.

## Biografia
Mitton nacque a Preston, parte della cittadina di Prestonpans, nell'East Lothian. Dopo gli studi si arruolò nella Royal Air Force, per la quale prestò servizio nel soccorso aeromarittimo sull'Isola di Natale, a Honolulu, ad Aden e a Cipro. Nel 1962 venne assunto come tecnico agli effetti speciali alla AP Films, l'azienda di Gerry Anderson nota per la supermarionation. Lavorò con Gerry Anderson fino al 1971, anno in cui Anderson abbandonò l'animazione con le marionette. Mitton venne quindi assunto come assistente alla regia di Ridley Scott su alcuni spot pubblicitari della Hovis, nota azienda britannica che produce farine, lieviti e pane. A metà degli anni '70 fondò con il collega Ken Turner e il produttore americano Robert D. Cardona la Clearwater Features. Turner la abbandonò poco dopo, proprio quando l'azienda iniziava a farsi una reputazione grazie agli innovativi spot animati in stop-motion. Due di questi vennero pluripremiati dalla critica.

### Il trenino Thomas
Dopo aver visto uno spot sullo yogurt Prize Guys, la produttrice di documentari per la BBC Britt Allcroft chiese a Mitton di produrre un episodio pilota per una serie televisiva. da cui nacque Il trenino Thomas. Lavorò alla serie fino al 2003, a seguito delle dimissioni della maggior parte degli impiegati veterani della serie per via delle nuove regole imposte dalla HiT Entertainment, che aveva comprato i diritti per la serie l'anno precedente. 

### Tugs e altre attività
Nel 1987 Mitton produsse Tugs, una serie ambientata a New York nel periodo interbellico che parla di due flotte di rimorchiatori rivali. La serie durò solo 13 episodi, perché la Clearwater Features andò in bancarotta e venne liquidata.
Nel 2006, insieme al collega della AP Films David Lane, David, Mitton fondò la Pineapple Squared Entertainment, con la quale produsse una serie chiamata Adventures on Orsum Island, anch'essa interrotta a causa della morte di Mitton.

## Filmografia

### Cinema
- Thunderbirds: i cavalieri dello spazio, regia di David Lane (1966)
- I lunghi giorni delle aquile, regia di Guy Hamilton (1969)
- Doppia immagine nello spazio, regia di Robert Parrish (1969)
- Thomas and the Magic Railroad, regia di Britt Allcroft (2000)

### Televisione
- Thunderbirds - serie animata britannica
- Captain Scarlet and the Mysterons - serie animata britannica
- Thunderbird 6 - serie animata britannica
- Joe 90 - serie animata britannica
- Agente speciale - serie televisiva britannica
- The Secret Service - serie televisiva britannica
- UFO - serie televisiva britannica
- Il trenino Thomas - serie animata britannica
- Tugs - serie animata britannica
- Shining Time Station - serie televisiva americana[N 1]
- Adventures on Orsum Island - serie televisiva britannica non completata

### Documentari
- Portrait of a People: Impressions of Britain, regia di Anthony Pelissier (1970)
- Bookmark, The Thomas The Tank Engine Man, regia di Nicholas Jones (1995)